# Canthium hispidonervosum
Canthium hispidonervosum är en måreväxtart som först beskrevs av De Wild., och fick sitt nu gällande namn av Charles Marie Evrard. Canthium hispidonervosum ingår i släktet Canthium och familjen måreväxter.
Artens utbredningsområde är Kongo-Kinshasa. Inga underarter finns listade i Catalogue of Life.